# Знаковая система (семиотика)
Зна́ковая систе́ма — система, состоящая из множества знаков и отношений между ними, основное понятие семиотики. Обеспечивают единообразное представление и интерпретацию сообщений или сигналов, которыми обмениваются в процессе общения. Таким образом знаковые системы структурируют процесс общения и придают ему предсказуемость.
Знаковые системы входят в состав измерительных шкал и обеспечивают символьное (формальное) представление объектов (событий), их свойств (характеристик) и взаимосвязей.
Понятие знаковой системы близко понятию языка: иногда они используются взаимозаменяемо, однако понятие языка несёт коннотации, связанные с естественными человеческими языками, и обычно является менее общим. Другим примером знаковой системы является метаязык — язык для описания языков.
В математике знаковой системе соответствует понятие математической структуры.